# 캄보디아 인민당
캄보디아 인민당(Cambodian People's Party (CPP), 크메르어: គណបក្សប្រជាជនកម្ពុជា, Kanakpak Pracheachun Kâmpuchéa)는 캄보디아의 정당이다. 2013년 기준으로 상원, 하원 모두 과반수를 차지하는 집권 여당이다. 2011년 기준으로, 당 명예주석은 헹 삼린, 주석이 치어 심, 부주석이 훈센이다. 부주석 훈센이 장기 집권하여 오랫동안 권력을 잡고 있으며 캄보디아 의회를 장악하고 있는 사실상 유일한 집권 여당이다. 성향은 빅텐트 정당으로 평가된다.

## 역사
공식적인 설립은 1951년 9월 인도차이나 공산당에서 분리한 크메르 인민혁명당의 창당을 창립일로 한다. 그러나 1960년 9월 제2차 당대회 이후 폴 포트, 이엥 사리 등의 파리 유학파가 부상하여 이후 캄푸치아 공산당(크메르루즈)이 된다.
1975년 ‘민주 캄푸치아’(크메르루즈 정권) 수립 후에는 그 극단적인 공산주의 정책으로 인해 많은 이반자들이 생겨나 베트남으로 달아났다. 베트남 간의 국경 분쟁이 격화되고 있던 1978년 12월 2일, 베트남군이 점령하고 있던 캄보디아 동부(베트남 내부라는 설도 있음)에서 헹 삼린, 훈센 등 전 크메르루즈 하급 간부와, 펜 소반 등의 베트남 장기 망명자가 힘을 합쳐 캄푸치아 구국 민족 통일 전선을 결성하여 반란을 일으켰다.
같은 해 12월 25일에는 베트남군이 캄보디아 영토에 전면 침공하였고, 이듬 해 1979년 1월 7일 수도 프놈펜이 함락되자 크메르루즈는 태국 국경 지역으로 퇴각을 했다. 캄푸치아 구국 민족 통일 전선은 캄푸치아 인민공화국의 성립을 선언하고, 캄푸치아 인민혁명당을 ‘재건’하여 펜 소반이 제 1비서에 취임했다.
1981년 말 펜 소반이 몰락하면서 이후 헹 삼린이 국가 원수와 총비서를 겸하였다. 이후 내전 과정에서 1982년에는 크메르루즈가 시아누크 파, 손 산 파의 세 파가 연합한 ‘민주 캄푸치아 연합 정부’를 수립하고, 베트남군이 지원하는 인민 혁명당의 캄푸치아 인민공화국에 대항했다. 1989년 베트남군 철군 후 평화의 기운이 높아지면서, 국호를 캄보디아로 개칭하였다. 또한 1991년 10월 임시 전당대회에서 캄보디아 인민당으로 개칭하고 다당제를 채택하면서, 마르크스-레닌주의를 포기했다.
1990년 캄보디아 평화 도쿄 회의를 거쳐, 1991년 캄보디아 평화 파리 국제회의에서 평화 협정이 성립하였고, 네 당파는 캄보디아 최고 국가 이사회(SNC)를 결성했다. 1992년에 설립된 유엔 캄보디아 과도통치기구 (UNTAC)의 감독 하에 1993년 4월에 자유선거에 의한 선거가 실시되었다. 선거 결과는 120석 중 시아누크의 아들 라나리드의 푼신펙 (정식 명칭 : 독립, 중립, 평화, 협력의 캄보디아를 위한 민족통일전선)이 58석, 캄보디아 인민당이 51석, 송 산의 불교 자유민주당이 10석, 기타 1석이 되었다. 따라서 캄보디아 인민당은 푼신펙과 연립하여, 제1 수상에는 라나리드가, 제2 수상에는 훈센이 취임함으로써 타협을 하여 입헌군주제를 취하는 신헌법을 채택하여, 시아누크가 국왕에 즉위했다.
그러나 여전히 막강한 영향력과 지배망을 유지한 캄보디아 인민당은 이후 푼신펙과 미묘한 긴장 관계를 가지면서, 1997년에는 프놈펜에서의 무력 충돌로 발전했지만, 1998년 7월 총선에서 제 1당이 되어, 훈센이 수상에 취임했다. 그 후에도 펑신펙과의 연립 정권을 유지하고는 있지만, 선거 때마다 의석수를 늘려갔다. 2006년에는 헹 삼린이 라나리드의 후임으로 국회주석에 취임하는 등 당세가 확장 방향에 있다.

## 선거 득표
- 국회 선거 (득표율)
  - 1993년 : 51석 (38.23%)
  - 1998년 : 64석 (41.4%)
  - 2003년 : 73석 (47.35%)
  - 2008년 : 90석 (58.11%)
  - 2013년 : 68석 (48.83%)
  - 2018년 : 125석 (76.85%)

## 같이 보기
- 캄푸치아 인민공화국
- 캄보디아의 정치